# 1947년 미국 야구 명예의 전당 투표
다음은 1947년에 있었던 미국 야구 명예의 전당의 헌액자를 선정하기 위한 투표의 결과이다.

## 미국야구기자협회 투표
총 161장의 투표 용지가 집계되었으며, 39명의 후보에게 1,559표가 던져졌다. 이는 각 투표지마다 평균 9.68표가 던져졌음을 의미한다. 명예의 전당에 헌액되기 위해서는 121표 이상의 득표가 필요했다.
|  | 이 해의 투표에서 과반의 득표수를 얻어, 명예의 전당에 헌액된 사람                  |
|  | 이 해의 투표에서 득표수가 미달되었으나, 이후의 투표에서 명예의 전당에 헌액된 사람 |

| 이름              | 득표수 | %    |
| ----------------- | ------ | ---- |
| 칼 허벨           | 140    | 87.0 |
| 프랭키 프리시     | 136    | 84.5 |
| 미키 코크런       | 128    | 79.5 |
| 레프티 그로브     | 123    | 76.4 |
| 파이 트레이너     | 119    | 73.9 |
| 찰리 게링거       | 105    | 65.2 |
| 래빗 매런빌       | 91     | 56.5 |
| 디지 딘           | 88     | 54.7 |
| 허브 페녹         | 86     | 53.4 |
| 치프 벤더         | 72     | 44.7 |
| 해리 헤일먼       | 65     | 40.4 |
| 레이 샬크         | 50     | 31.1 |
| 대지 밴스         | 50     | 31.1 |
| 프랭크 베이커     | 49     | 30.4 |
| 빌 테리           | 46     | 28.6 |
| 잭 위트           | 37     | 23.0 |
| 로스 영스         | 36     | 22.4 |
| 스모키 조 우드    | 29     | 18.0 |
| 에드 라우시       | 25     | 15.5 |
| 베이브 아담스     | 22     | 13.7 |
| 루브 마쿼드       | 18     | 11.2 |
| 지미 폭스         | 10     | 6.2  |
| 조 크로닌         | 6      | 3.7  |
| 앨 시먼스         | 6      | 3.7  |
| 아트 플래처       | 3      | 1.9  |
| 가비 크라바스     | 2      | 1.2  |
| 개비 하트넷       | 2      | 1.2  |
| 조 매카시         | 2      | 1.2  |
| 에파 릭시         | 2      | 1.2  |
| 테리 터너         | 2      | 1.2  |
| 에디 다이어       | 1      | 0.6  |
| 찰리 겔버트       | 1      | 0.6  |
| 레프티 고메즈     | 1      | 0.6  |
| 행크 고디         | 1      | 0.6  |
| 제시 헤인스       | 1      | 0.6  |
| 버블스 하그레이브 | 1      | 0.6  |
| 조지 켈리         | 1      | 0.6  |
| 토니 라제리       | 1      | 0.6  |
| 에버렛 스콧       | 1      | 0.6  |